# كانغيي
كانغيي (بالإنجليزية: Kanggye)‏ هي منطقة تتبع تشاغانغ، بلغ عدد سكانها 251971 نسمة.

## المناخ
يظهر الجدول التالي التغييرات المناخية على مدار السنة لكانغيي:
| البيانات المناخية لـكانغيي        | البيانات المناخية لـكانغيي | البيانات المناخية لـكانغيي | البيانات المناخية لـكانغيي | البيانات المناخية لـكانغيي | البيانات المناخية لـكانغيي | البيانات المناخية لـكانغيي | البيانات المناخية لـكانغيي | البيانات المناخية لـكانغيي | البيانات المناخية لـكانغيي | البيانات المناخية لـكانغيي | البيانات المناخية لـكانغيي | البيانات المناخية لـكانغيي | البيانات المناخية لـكانغيي |
| الشهر                             | يناير                      | فبراير                     | مارس                       | أبريل                      | مايو                       | يونيو                      | يوليو                      | أغسطس                      | سبتمبر                     | أكتوبر                     | نوفمبر                     | ديسمبر                     | المعدل السنوي              |
| --------------------------------- | -------------------------- | -------------------------- | -------------------------- | -------------------------- | -------------------------- | -------------------------- | -------------------------- | -------------------------- | -------------------------- | -------------------------- | -------------------------- | -------------------------- | -------------------------- |
| متوسط درجة الحرارة الكبرى °م (°ف) | −5.1 (22.8)                | −1.5 (29.3)                | 5.8 (42.4)                 | 15.3 (59.5)                | 22.0 (71.6)                | 25.8 (78.4)                | 28.1 (82.6)                | 26.9 (80.4)                | 21.6 (70.9)                | 14.9 (58.8)                | 4.8 (40.6)                 | −3.9 (25.0)                | 12.9 (55.2)                |
| المتوسط اليومي °م (°ف)            | −11.8 (10.8)               | −8.2 (17.2)                | 0.0 (32.0)                 | 8.3 (46.9)                 | 14.9 (58.8)                | 19.7 (67.5)                | 23.2 (73.8)                | 22.0 (71.6)                | 15.7 (60.3)                | 8.2 (46.8)                 | −0.5 (31.1)                | −9.5 (14.9)                | 6.8 (44.3)                 |
| متوسط درجة الحرارة الصغرى °م (°ف) | −18.5 (−1.3)               | −14.9 (5.2)                | −5.7 (21.7)                | 1.3 (34.3)                 | 7.9 (46.2)                 | 13.6 (56.5)                | 18.3 (64.9)                | 17.2 (63.0)                | 9.8 (49.6)                 | 1.5 (34.7)                 | −5.7 (21.7)                | −15.1 (4.8)                | 0.8 (33.4)                 |
| الهطول مم (إنش)                   | 11 (0.4)                   | 13 (0.5)                   | 21 (0.8)                   | 50 (2.0)                   | 72 (2.8)                   | 112 (4.4)                  | 234 (9.2)                  | 219 (8.6)                  | 91 (3.6)                   | 42 (1.7)                   | 32 (1.3)                   | 16 (0.6)                   | 913 (35.9)                 |
| المصدر: Climate-Data.org          |                            |                            |                            |                            |                            |                            |                            |                            |                            |                            |                            |                            |                            |

## أعلام
- أن تشول هيوك